# ジェフ・ルーノウ
ジェフ・ルーノウ（Jeff Luhnow 1966年6月8日 - ）は、アメリカ合衆国のビジネスマン。MLBのヒューストン・アストロズのゼネラルマネージャー（GM） を務めた（2011年12月 - 2020年1月）。

## 来歴
メキシコ合衆国のメキシコシティ出身。ペンシルベニア大学で経営学と工学の学士を取得しており、ノースウェスタン大学のケロッグ経営大学院ではMBAを取得している。
球界に入る前は大手コンサルティング会社のマッキンゼー・アンド・カンパニーに勤務したりしていた。
その後、2003年よりセントルイス・カージナルスのフロント入りした。2005年にスカウト部長となり、ドミニカ共和国とベネズエラにアカデミーを設立。2006年からは育成部門のトップも兼ね、メジャー最低との悪評が定着していたマイナー組織を立て直して2011年のワールドシリーズ制覇につなげた。
2011年12月、ヒューストン・アストロズのGMに就任した。当時のアストロズはこの年に球団史上初の100敗を喫するなど下位に低迷、さらにドラフトに大金をつぎ込むことを嫌がった影響で、ベースボール・アメリカのマイナー組織ランキングは2008年から29位、30位、30位と、上に戦力なし、下に希望の星なしと焼け野原状態だった。そこでルーノウは予算削減で閉じていたベネズエラのアカデミーを再開して中南米へのスカウトを拡充したり、国内スカウトの予算・人員を増やすなどの手を打った。
2013年まで3年連続100敗以上の屈辱を味わったが、2012年から導入されたドラフト新制度をどの球団よりも巧みに利用して、最低ランクだったマイナー組織を有望株の宝庫に生まれ変わらせた。また、ホセ・アルトゥーベ、ジョージ・スプリンガー、カルロス・コレア、ダラス・カイケル、ランス・マッカラーズ・ジュニアら生え抜きの若手が育ち、ルーク・グレガーソンやエバン・ガティスらを加えた2015年には10年ぶりにポストシーズンへ進出した。さらに2017年にはワールドシリーズ制覇を果たした。
2020年1月13日、前年に発覚したヒューストン・アストロズのサイン盗み問題を受けてMLBコミッショナーのロブ・マンフレッドよりルーノウに対して2020年シーズンの1年間職務停止処分が下された。コミッショナーからの処分を重大視したアストロズ球団オーナーのジム・クレインによりルーノウはGMを解任された。